# Bien complementario

Los bienes complementarios presentan una elasticidad cruzada de la demanda negativa: al aumentar el precio del bien Y, disminuye la demanda del bien X.

En microeconomía, un bien complementario es un bien cuyo atractivo aumenta con la popularidad de su complemento. Estos bienes pueden ser bienes físicos, como coches y gasolina, o servicios. Técnicamente, presenta una elasticidad cruzada de la demanda negativa y su demanda aumenta cuando disminuye el precio de otro bien. Si {\displaystyle A} es un complemento de {\displaystyle B}, un aumento del precio de {\displaystyle A} provocará un movimiento negativo a lo largo de la curva de demanda de {\displaystyle A} y provocará que la curva de demanda de {\displaystyle B} se desplace hacia el interior; se demandará menos de cada bien. Por el contrario, una disminución del precio de {\displaystyle A} dará lugar a un movimiento positivo a lo largo de la curva de demanda de {\displaystyle A} y provocará que la curva de demanda de {\displaystyle B} se desplace hacia fuera; se demandará más de cada bien. Esto contrasta con un bien sustitutivo, cuya demanda disminuye cuando baja el precio de su sustituto.
Cuando dos bienes son complementarios, experimentan una demanda conjunta: la demanda de un bien está vinculada a la demanda de otro bien. Por lo tanto, si se demanda una mayor cantidad de un bien, también se demandará una mayor cantidad del otro, y viceversa. Por ejemplo, la demanda de cuchillas de afeitar puede depender del número de maquinillas que se utilicen; por eso a veces se han vendido maquinillas de afeitar a pérdida, para aumentar la demanda de las cuchillas asociadas. Otro ejemplo es que a veces un cepillo de dientes se envasa gratis con la pasta dentífrica. El cepillo de dientes es un complemento de la pasta dentífrica; el coste de producción de un cepillo de dientes puede ser superior al de la pasta dentífrica, pero sus ventas dependen de la demanda de pasta dentífrica.
Todos los bienes no complementarios pueden considerarse sustitutos. Si {\displaystyle x} y {\displaystyle y} son complementos aproximados en un sentido cotidiano, entonces los consumidores están dispuestos a pagar más por cada unidad marginal del bien {\displaystyle x} a medida que acumulan más {\displaystyle y}. Lo contrario ocurre con los bienes sustitutivos: el consumidor está dispuesto a pagar menos por cada unidad marginal del bien "{\displaystyle z}" a medida que acumula más del bien "{\displaystyle y}".
La complementariedad puede estar impulsada por procesos psicológicos en los que el consumo de un bien (por ejemplo, un refresco de cola) estimula la demanda de sus complementos (por ejemplo, una hamburguesa con queso). El consumo de un alimento o bebida activa el objetivo de consumir sus complementos: alimentos que los consumidores creen que sabrían mejor juntos. Beber cola aumenta la disposición de los consumidores a pagar por una hamburguesa con queso. Este efecto parece depender de las percepciones de los consumidores sobre estas relaciones más que de sus propiedades sensoriales.

## Complemento perfecto

Curva de indiferencia para complementos perfectos.

Un complemento perfecto es un bien que debe consumirse con otro bien. La curva de indiferencia de un complemento perfecto presenta un ángulo recto, como ilustra la figura. Estas preferencias pueden representarse mediante una función de utilidad de Leontief.
Pocos bienes se comportan como complementos perfectos. Un ejemplo es un zapato izquierdo y uno derecho; los zapatos se venden naturalmente por pares, y la proporción entre las ventas de zapatos izquierdos y derechos nunca se desviará notablemente de 1:1.
Pero el grado de complementariedad no tiene por qué ser recíproco, sino que puede medirse por la elasticidad cruzada de la demanda. En el caso de los videojuegos, un videojuego concreto (el bien complementario) tiene que consumirse con una videoconsola (el bien base). No funciona a la inversa: una videoconsola no tiene por qué consumirse con ese juego.